# لويس ألكسندر، كونت تولوز
لويس ألكسندر دي بوربون كونت تولوز (الفرنسية:Louis-Alexandre de Bourbon؛ 6 يونيو 1678 - 1 ديسمبر 1737)؛ هو أصغر أبناء الملك لويس الرابع عشر من فرنسا الغير الشرعية وعشيقته مدام مونتيسب.

## السيرة الذاتية
ولد لويس ألكسندر دي بوربون في قصر كلوني، في 1681 تم إضافة عليه الشرعية وحصل على لقب كونت تولوز، وفي 1683 مع بلوغه الخامسة عاماً أصبح أدميرال الأكبر، وفي فبراير 1684 أصبح كولونيل في فوج المشاة للكتيبة سميت باسمه، وخلال حرب الخلافة الإسبانية تم تكليفه بالدفاع عن صقلية، وفي يناير 1689  عُيَّن كحاكم غويان، اللقب الذي سيتم استبداله مع حاكمية بريتاني بعد ست سنوات، وفي 3 يناير 1686 أصبح مارشال فرنسا، ليصبح قائد الجيوش الملكية في العام التالي، وأيضا قاد الأسطول الفرنسي في معركة مالاغا في 1704.
على الرغم من أنه تم إضفاء على الشرعية عليه وعلى أشقائه الآخرون على قيد الحياة من قبل والده، وإعلان والده في نهاية المطاف بإدراجه هو وشقيقه دوق ماين في سلم الخلافة الفرنسية، إلا أنهم لم يكونوا كذلك بعد وفاة والدهم في 1715 وخاصةً بعد إلغاء الوصية من قبل برلمان باريس، على عكس شقيقه الذي مُنع من دوره في مجلس الوصاية، إلا أنه أكمل مشواره السياسي فبعد وقت قصير  عُيَّن وزير البحرية، ظل في المنصب حتى 1722.
في 1706 تم اقتراح عليه الزواج من شارلوت دي لورين-أرمانياك سليلة آل غيس مع ذلك رفض والده الاقتراح، في 2 فبراير 1723 أصبح متزوجاً من الأرملة ماري فيكتوار دي نوايل في حفل خاص في باريس، في السابق كانت ماري فيكتوار متزوجة من ابن شقيقه لويس دي باردايون دي غونغان حفيد مدام مونتيسب وماركيز مونتيسب، ومع ذلك كان هذا الزواج سراً لعدم الحصول على إذن من قبل الوصي، ولم يصبح علني إلا بعد وفاته، على أية حال أنجبت له ابناً واحداً دوق بنثيفر.
توفي لويس ألكسندر في 1 ديسمبر 1737 عن عمر يناهز التاسعة والخمسون عاماً، في حين زوجته توفيت في 1766 في قصر تولوز القريب من قصر اللوفر، دفنا في سرداب العائلة في كنيسة رامبوييه، بعد وفاته خلفه ابنه الوحيد في ألقابه ووظائفه، وأيضا في 1775 ورث عن أسرة ماين ثروة طائلة جعلته واحد من أغنى نبلاء فرنسا بل في أوروبا بأكملها في ذاك الوقت، ومع ذلك رغم من وفاة ابنه مبكراً أصبحت ابنته مدموزيل بنثيفر متزوجة من لويس فيليب الثاني دوق أورليان، وبذلك هي جدة الكبرى لأسرة أورليان الذين ورثوا هذه الثروة.

## جوائز
حصل على جوائز منها:
- Knight of the Order of the Holy Spirit  [لغات أخرى]‏
- فارس ترتيب الصوف الذهبي
- فارس ترتيب سانت ميشيل
- أدميرال فرنسا  [لغات أخرى]‏.

## روابط خارجية
- لويس ألكسندر، كونت تولوز على موقع الموسوعة البريطانية (الإنجليزية)